# کلاپوتیس

موج آبی وارد می‌شود و به دیوار می‌خورد، بازتاب آن موج قرمز را ایجاد می‌کند و از برهم‌نهی آن دو موج سیاه درست می‌شود.

در دینامیک سیالات کلاپوتیس (از فرانسوی به معنی «سینه زدن آب») نوعی الگوی موج ایستاده غیر شکسته است که ممکن است در اثر بازتاب قطار موج سطحی نزدیک ساحل عمودی مانند موج شکن، دیواره دریایی یا صخره دارای شیب تند ایجاد شود. موج کلاپوتیس حاصل به صورت افقی حرکت نمی‌کند، اما دارای یک تناوب ثابت از گره‌ها و شکم‌ها است. این امواج باعث ایجاد فرسایش در پادیوار می‌شوند و می‌توانند آسیب شدیدی به سازه‌های ساحلی وارد کنند. این اصطلاح در سال ۱۸۸۷ توسط فیزیک و ریاضی‌دان فرانسوی، جوزف ولنتین بوسینسک ابداع شد. او این امواج را (le clapotis) به معنای «سینه زدن» نامید.
درحالت ایده‌ال و بدون مانع «کلاپوتیس کامل»، موج ورودی کاملاً یکنوا و عمود به دیوار عمودی منعکس می‌شود و ارتفاع موج ایستاده، دو برابر ارتفاع امواج ورودی در فاصله نصف طول موج از دیوار است. در این حالت مدارهای دایره‌ای ذرات آب در امواج عمیق به یک حرکت خطی تبدیل می‌شوند که در گره‌ها سرعت افقی، و در شکم‌ها سرعت عمودی دارد و دامنه سرعت‌هایشان یکسان است. امواج ایستا به‌طور متناوب در یک الگوی تصویر آینه ای بالا و پایین می‌روند، زیرا انرژی جنبشی به انرژی پتانسیل تبدیل می‌شود و بالعکس. سیسیل پیبادی در کتاب خود در سال ۱۹۰۷، معماری دریایی، این پدیده را اینگونه توضیح می‌دهد:
در هر لحظه شکل سطح آب مانند یک موج چرخه‌زاد (ترکوئیدال) است. اما به جای اینکه سمت چپ یا راست حرکت کند، از یک سطح افقی رشد خواهد کرد. به حداکثر دامنه خود می‌رسد و تا زمانی که صاف می‌شود، سطح دوباره افقی می‌شود. فوراً شکل دیگری از موج با قله‌هیش در جایی که قبلاً دره بود تشکیل می‌شود و این تناوب تکرار می‌شود. اگر به یک قله خاص توجه کنیم می‌بینیم که به حداکثر دامنه خود می‌رسد، از بین می‌رود، تبدیل به دره می‌شود و فاصله زمانی بین تشکیل دو قله یا دو دره با هم برابراست.

## پدیده‌های مرتبط
کلاپوتیس واقعی بسیار نادر است، زیرا بعید است که عمق آب یا شتاب ساحل به‌طور کامل شرایط ایده‌آل را برآورده کند. در حالت واقعی‌تر کلاپوتیس جزئی، جایی که مقداری از انرژی موج فرودی در ساحل از بین می‌رود، کمتر از ۱۰۰ بازتاب می‌شود و فقط موج ایستاده جزئی در جایی که حرکات آب بیضوی هستند شکل می‌گیرد.